# 발루치쥐닮은햄스터
발루치쥐닮은햄스터(Calomyscus baluchi)는 칼로미스쿠스과에 속하는 설치류의 일종이다. 아프가니스탄과 파키스탄에서 발견된다.